# أوقستي ريتشارد
أوقستي ريتشارد (بالفرنسية: Auguste Richard)‏ هو مجدف فرنسي، (ولد في باريس في فرنسا 1883  م).

## وصلات خارجية
- أوقستي ريتشارد على موقع اللجنة الأولمبية الدولية (الإنجليزية)
- أوقستي ريتشارد على موقع أوليمبيديا (الإنجليزية)